# WMAQ-TV
WMAQ-TV, canal virtual 5 (canal digital UHF 29) és una estació de televisió estatunidenca propietat de NBC que té llicència a Chicago (Illinois).